# 용현천
용현천(龍現川)은 인천광역시 남구청 인근에서 인천IC 서쪽을 지나 옥련IC 부근에서 황해로 흘러드는 물길이다. 발원지는 수봉산이다., 옹진군청 서쪽에서 학익천을 도중에 합류시킨다.